# Alto do Seixalinho, Santo André e Verderena
Alto do Seixalinho, Santo André e Verderena (llamada oficialmente União das Freguesias de Alto do Seixalinho, Santo André e Verderena) es una freguesia portuguesa del municipio de Barreiro, distrito de Setúbal.

## Historia
Fue creada el 28 de enero de 2013 en aplicación de una resolución de la Asamblea de la República de Portugal promulgada el 16 de enero de 2013 con la unión de las freguesias de Alto do Seixalinho, Santo André y Verderena, pasando su sede a estar situada en la antigua freguesia de Alto do Seixalinho.

## Demografía
| Gráfica de evolución demográfica de Alto do Seixalinho, Santo André e Verderena entre 2011 y 2021 |
|                                                                                                   |
| Datos según el nomenclátor publicado por el INE portugués.                                        |